# Kogui
Kogui ("Elks Band"), jedna od bandi prerijskih Kiowa Indijanaca čije je mjesto u kružnom kiowa-logoru za vrijeme Plesa sunca bilo na jugoistoku. Kogui su bili zaduženi za pripremanje ratnih ceremonija. Najpoznatiji poglavice Koguija bili su Setainte i Adate (ili Au-day-te) čiji su logor 1833. napali i uništili Osage Indijanci.